# Wielki podryw (film 1978)
Wielki podryw – polski film obyczajowy z 1978 roku. Jego premiera miała miejsce w 1979 roku.
Na film składają się dwie nowele filmowe: Obecność i Wielki podryw. Ich bohaterami są młodzi ludzie, wkraczający w dorosłe życie, postawieni przed dojrzałym i świadomym wyborem.

## Fabuła

### Obecność
Alicja Stefczyk, młoda absolwentka, przybywa do małego miasteczka, by podjąć pracę w tamtejszym zakładzie przemysłowym. Pozostawszy sama, w przydzielonym przez zakład mieszkaniu, zaczyna odkrywać ślady pobytu poprzedniego właściciela. Kilkakrotnie ktoś pyta telefonicznie o jakiegoś Pilarskiego. Zaintrygowana dziewczyna postanawia dowiedzieć się o nim czegoś więcej.

### Wielki podryw
Sylwik jest nieśmiałym, wrażliwym chłopakiem, który nie ma dziewczyny. Koledzy postanawiają pomóc mu przełamać nieśmiałość. Na początek zabierają go na dyskotekę, ale poznana tam dziewczyna okazuje się materialistką gotową spędzić z nim noc za cenę magnetofonu. Sylwik rezygnuje. Wówczas przyjaciele podsuwają mu inny pomysł: na Uniwersytecie Warszawskim zostaną wkrótce ogłoszone wyniki egzaminów wstępnych. Wśród zgromadzonych tam tłumów dziewcząt na pewno znajdzie się chociaż jedna, która da się "poderwać".

## Główne role
- Anna Chodakowska (Alicja Stefczyk),
- Zbigniew Bielski (Marek Lipski),
- Roman Frankl (Robert, chłopak Alicji),
- Elżbieta Kępińska (kochanka Pilarskiego),
- Jadwiga Kuryluk (Pszennikowa, żona rannego robotnika),
- Edward Lach (sąsiad Gienek),
- Zofia Merle (sąsiadka),
- Janusz Paluszkiewicz (leśnik, przyjaciel Pilarskiego),
- Danuta Kowalska (Gośka),
- Eugeniusz Priwieziencew (Sylwik),
- Wiesław Drzewicz (pijaczek awanturujący się z Sylwikiem; w czołówce imię: Jerzy),
- Józef Nalberczak (kierowca podwożący Sylwika),
- Bolesław Płotnicki (dziadek Sylwika),
- Grażyna Szapołowska (Mariola, znajoma Mundiego),
- Zdzisław Wardejn (Mundi, kolega Sylwika)